# Schuhmarkt (Parchim)

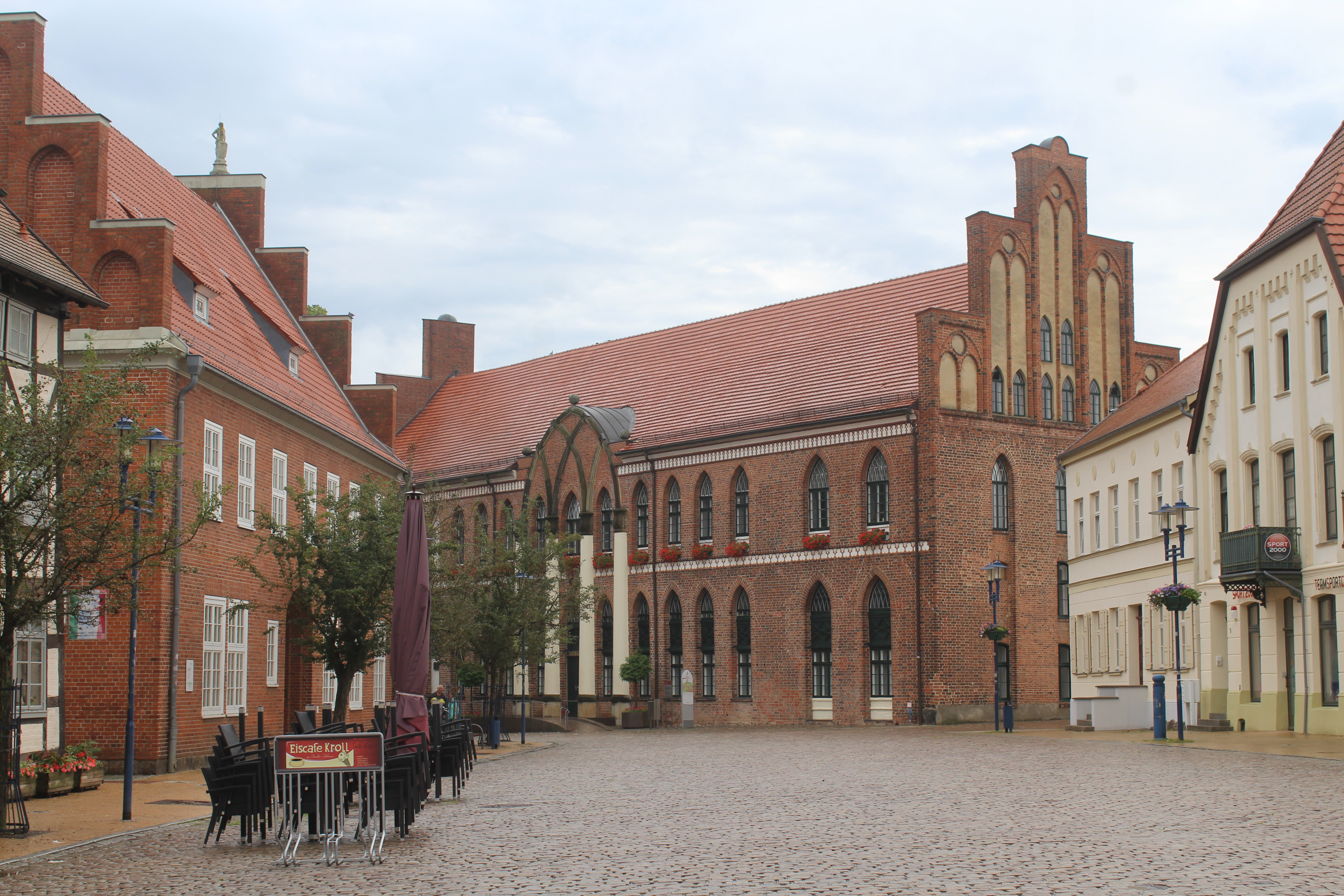
Schuhmarkt und Rathaus

Die historische Straße Schuhmarkt in Parchim mit einer Ausweitung zum Platz führt in der östlichen Altstadt in West-Nordost-Richtung von der Blutstraße zum Alten Markt und zur Lindenstraße. Sie ist ein zentraler Einkaufs- und Aufenthaltsbereich der Kreisstadt im Landkreis Ludwigslust-Parchim.

## Nebenstraßen

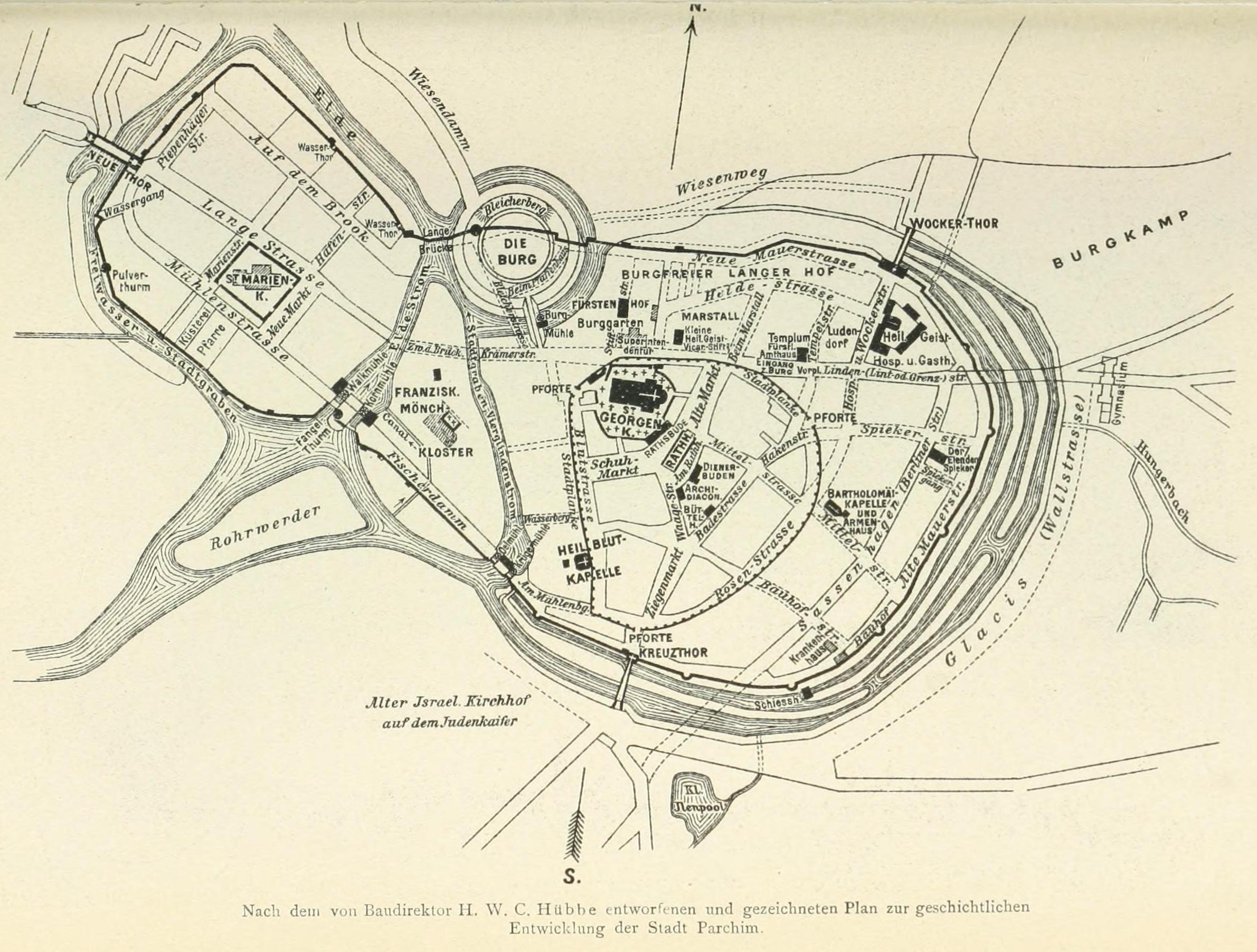
Parchim im Mittelalter

Die Nebenstraßen und Anschlussstraßen wurden benannt als Blutstraße nach der 1397 erstmals erwähnten und 1798 abgebrochenen achteckigen barocken Kapelle zum Heiligen Blut, Waagestraße nach dem Standort der Ratswaage in der Ratslaube, Alter Markt sowie Lindenstraße nach dem Baum (früher Lintstraße (Lint=Band oder Borte) oder Grenzstraße).

## Geschichte

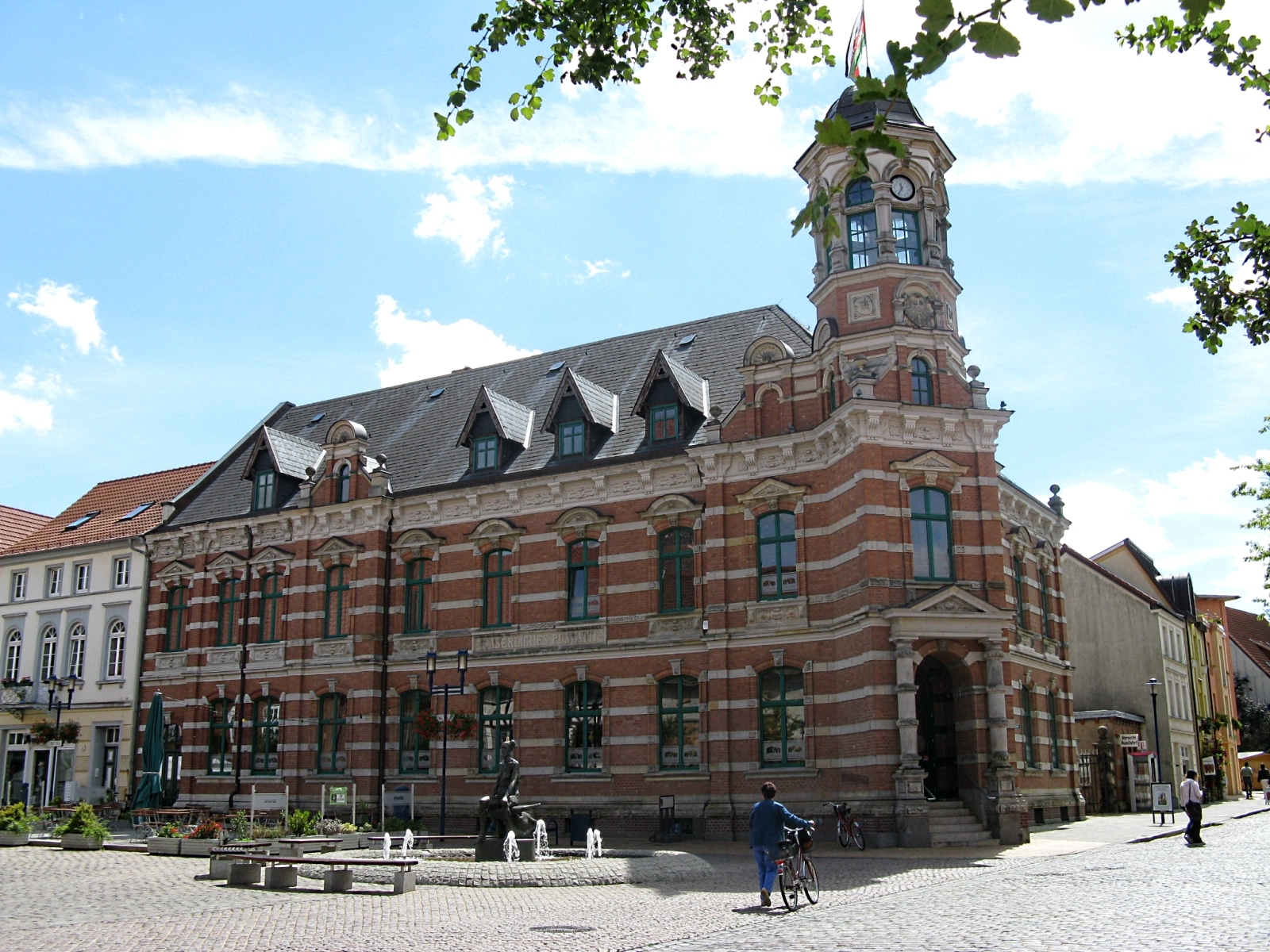
Das Kaiserliche Postamt, links Schuhmarkt, rechts Blutstraße

### Name
Der Schuhmarkt bestand als Rademarkt (Ratsmarkt) seit dem Mittelalter und wird in Plänen um 1300 und 1400 dargestellt. Ab um 1828 Schuhmarkt mit unklarer Bedeutung der Namensgebung. In der DDR-Zeit hieß er von 1976 bis 1990 Wilhelm-Pieckplatz, nach dem ersten DDR-Präsidenten. 

### Entwicklung

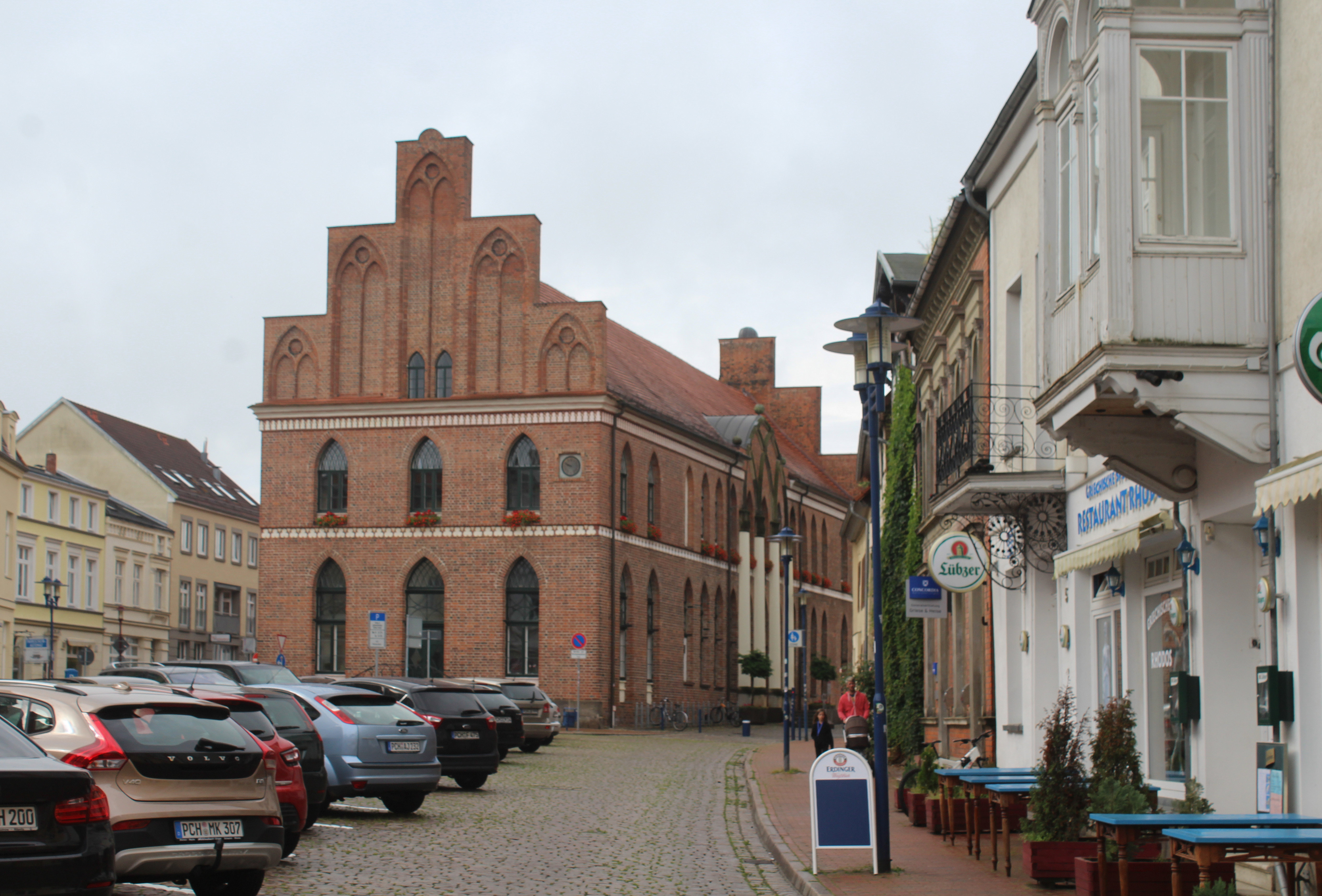
Rathaus, links Alter Markt, rechts Schuhmarkt

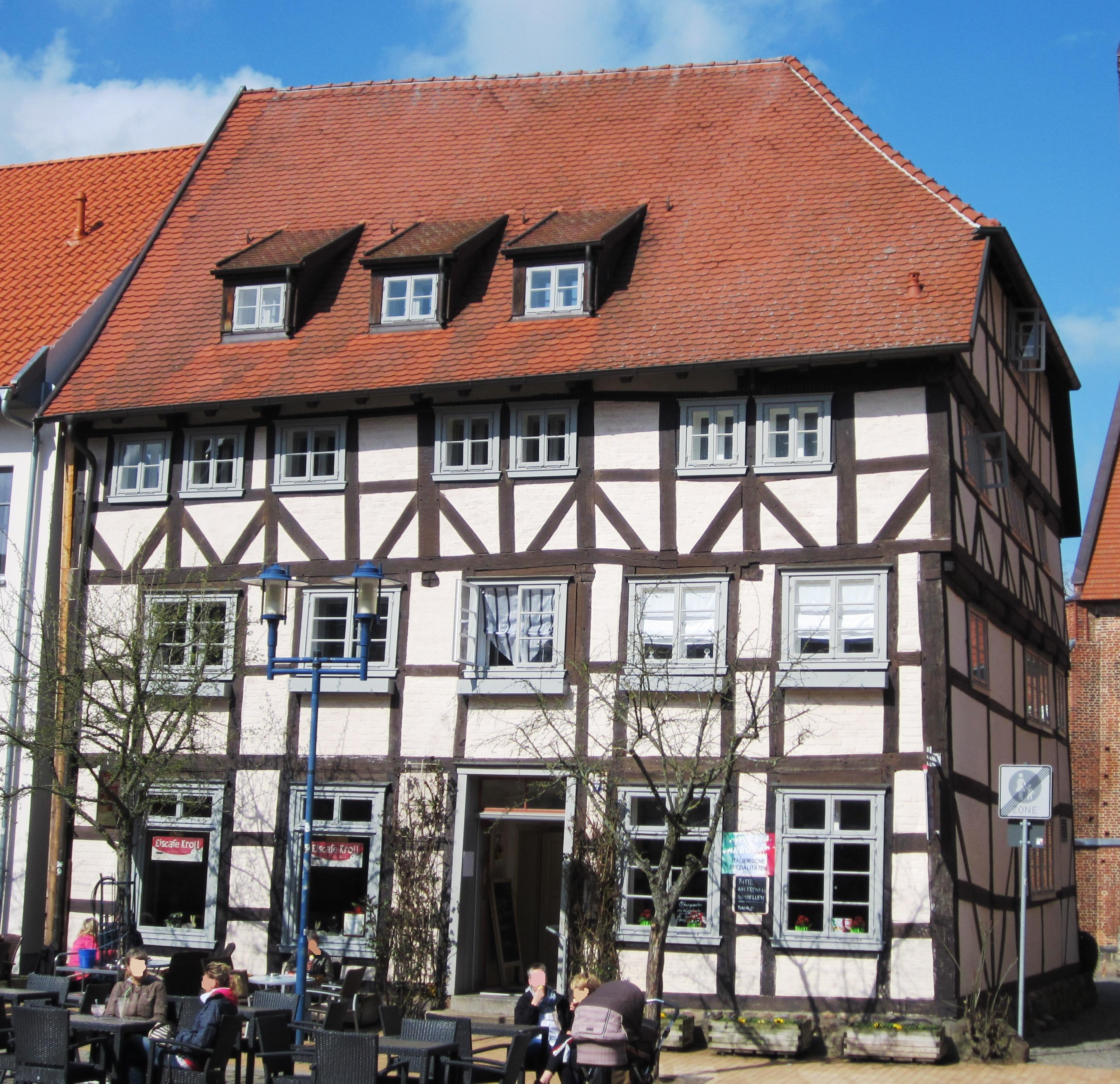
Nr. 7

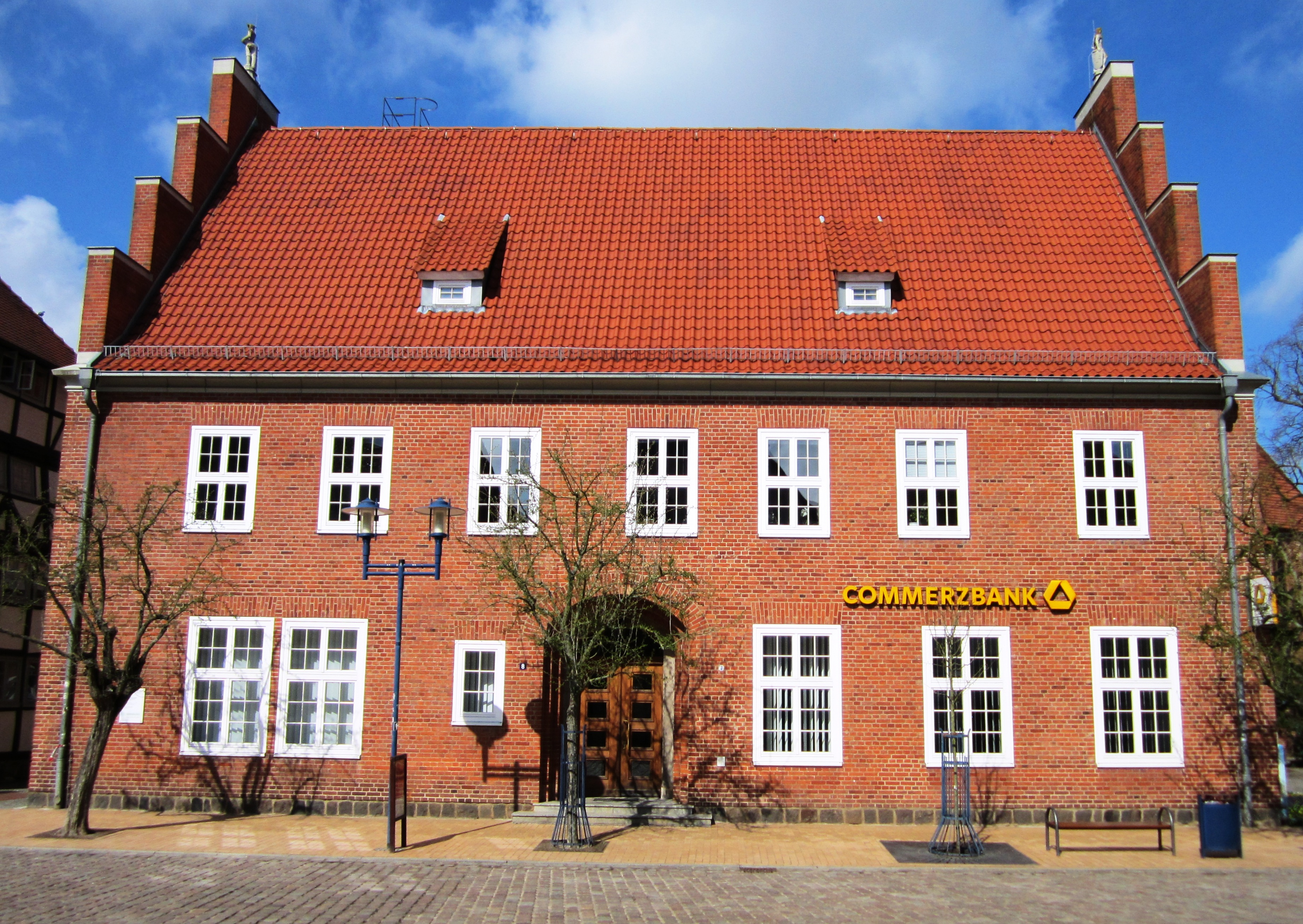
Nr. 8

Im Frühmittelalter bestand eine slawische Siedlung. 1170 wurde die Burg erwähnt, in der von 1238 bis 1248 der Landesfürst residierte. 1289 brannte ein Teil der Altstadt ab; die Georgenkirche wurde schwer beschädigt und bis 1307 neu aufgebaut. 1612 vernichtete ein weiterer Brand große Teile der Stadt, so auch die Rathsbude. Von 1818 bis 1840 war im Rathaus von Parchim der Sitz des Oberappellationsgerichts beider Mecklenburgischen Länder. Das Kaiserliche Postamt entstand 1883 an der Ecke Schuhmarkt/Blutstraße. Von 1896 bis 1934 stand am Platz bei Nr. 8 ein Kriegerdenkmal (heute in den Grünanlagen).
 
Ab 1991 wurden die historische Altstadt und so auch die Straße und ihre Häuser im Rahmen der Städtebauförderung saniert. 1999 entstand der Brunnen mit einer Skulptur vor dem ehemaligen Postamt.

## Gebäude, Anlagen (Auswahl)
An der Straße stehen zumeist zwei- bis dreigeschossige Häuser. Die mit (D) gekennzeichneten Häuser stehen unter Denkmalschutz.
- Nr. 1: 2-gesch. 15-achsiges Rathaus Parchim (D) mit Treppengiebel und mittlerem reich dekorierten Risalit; der frühere gotische Backsteinbau stammt ursprünglich aus dem 14. Jahrhundert, 1818 klassizistischer Umbau für das Mecklenburgische Oberappellationsgericht nach Plänen von Johann Georg Barca, ab 1840 wieder Rathaus, 1995 saniert[2]
- Nr. 2, Ecke Waagestraße: 2-gesch. Gebäude
- Nr. 3: 2-gesch. Wohn- und Geschäftshaus (D) als Giebelhaus mit Krüppelwalmdach und betontem Gesims
- Nr. 4: 3-gesch. historisierendes Wohn- und Geschäftshaus (D)
- Nr. 5: 2-gesch. historisierendes ehem. Kaiserliches Postamt von 1883 (D) nach Plänen von Hubert Stier (Berlin) mit 5-gesch. Eckturm mit neoklassizistischem Portal; 2012 umgebaut als Hotel Zum Kaiserlichen Postamt mit Restaurant
- Nr. 6: 2-gesch. neues Wohn- und Geschäftshaus nach Abriss eines denkmalgeschützten Gebäude; heute mit Bäckerei und Café
- Nr. 7: 3-gesch. Wohn- und Geschäftshaus von um oder nach 1612 (D), Fachwerkgebäude in Ständerbauweise mit mehreren Umbauten bei Erhalt der Konstruktion, Treppenhaus von 1777, 1998 bis 2000 Sanierung in Lehmbauweise, heute mit Restaurant und Eisbar Kroll (von 1957)[3]
- Nr. 8: 2-gesch. Geschäftshaus (D) mit seitlichen Treppengiebeln; hier stand im Mittelalter die Rathsbude (auch Salz-Bude genannt), Kriegerdenkmal von 1896 wegen  Neubau 1934 in die Grünanlagen versetzt, 1935 Neubau der städtischen Sparkasse nach Plänen von  Paul Schultze-Naumburg, heute Filiale der Commerzbank
- Blick auf die gotische dreischiffige neunjochige Georgenkirche von 1307 (D), 1612 wurden der Turm zerstört, Fassade bis 2001 saniert[4]

Denkmale

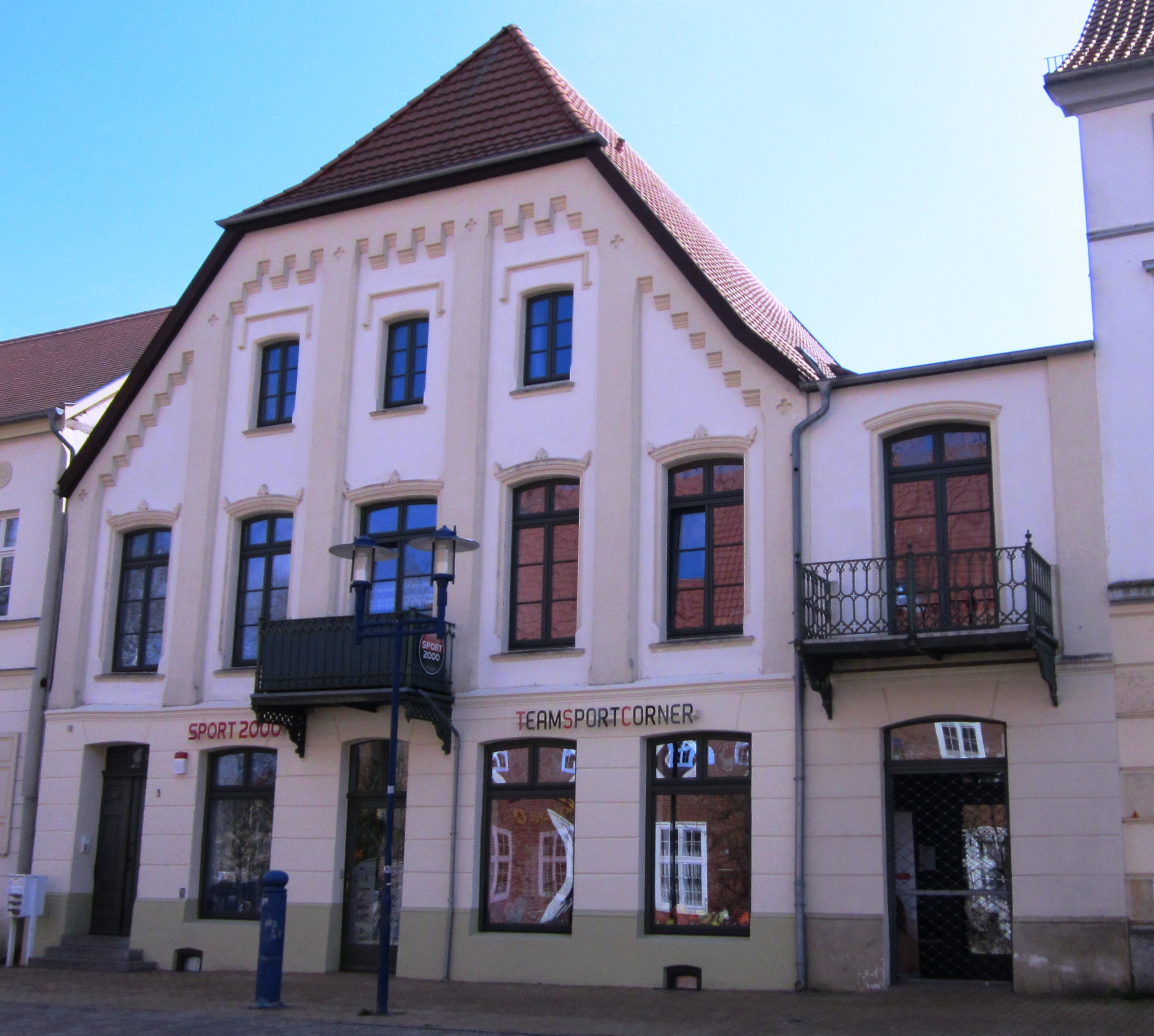
Nr. 3
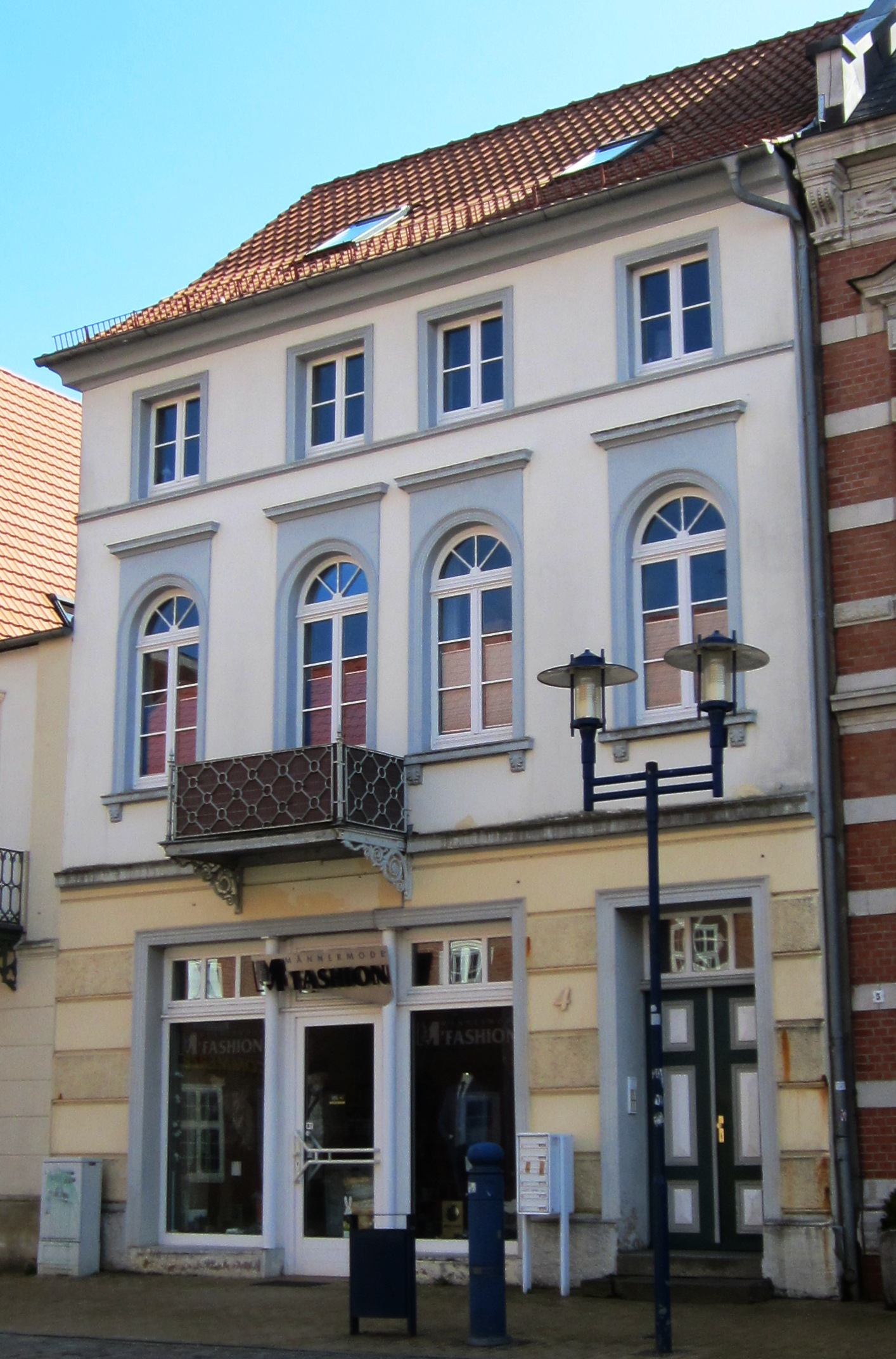
Nr. 4
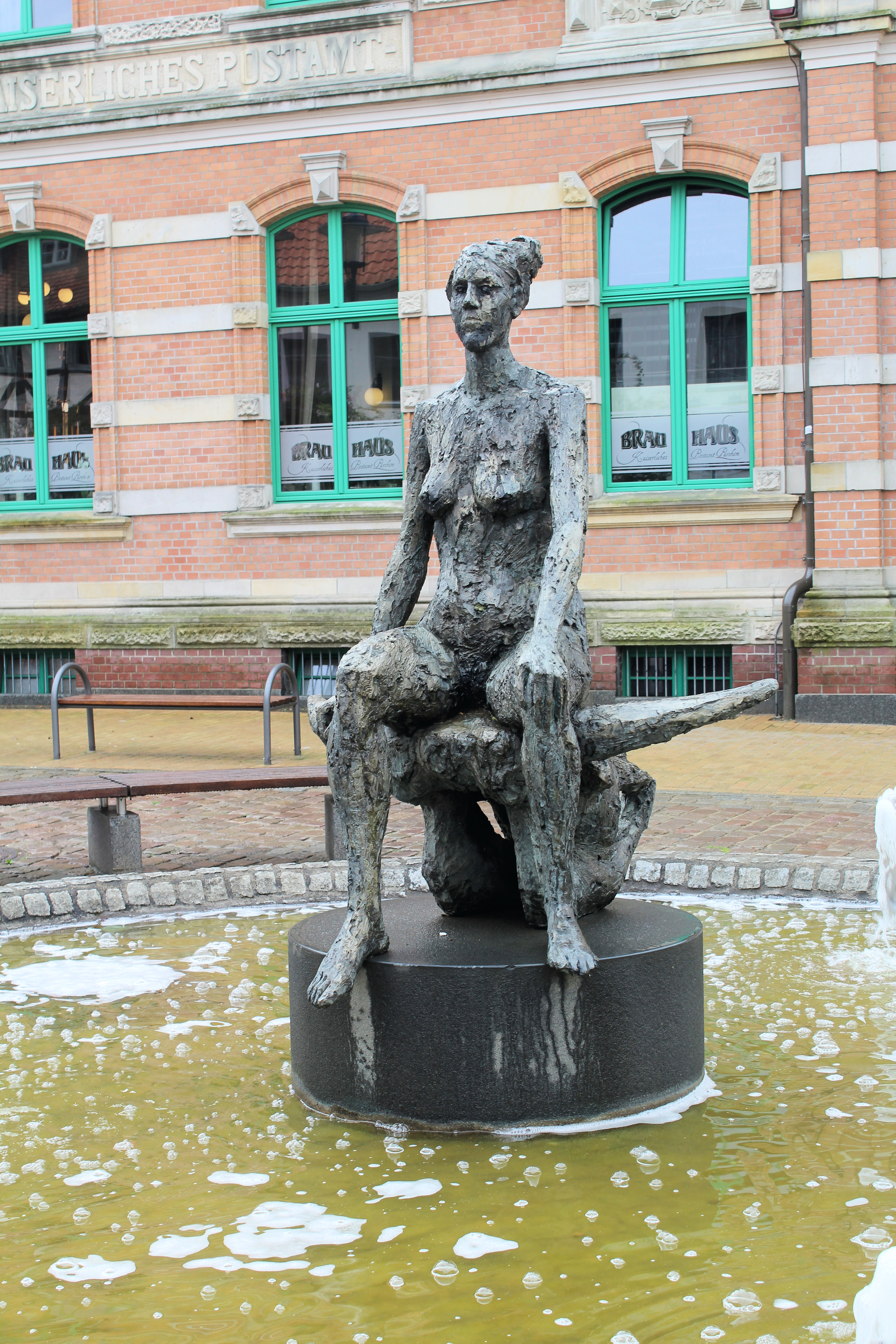
Vor der ehem. Post: Brunnen mit Bronzeskulptur Weib auf Stierkopf des Bildhauers Michael Mohns von 1999, saniert um 2020
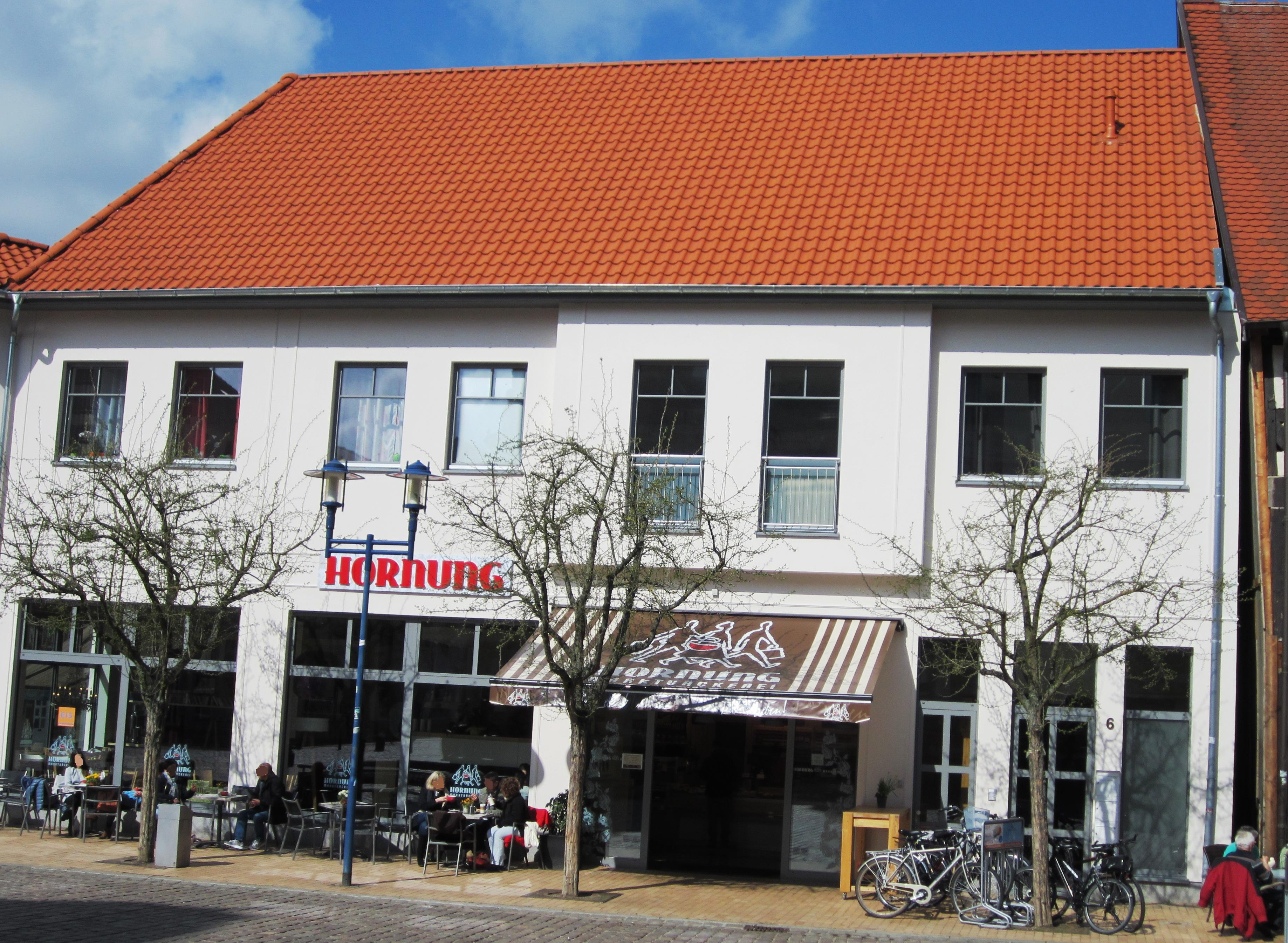
Nr. 6